# Magne Sæbø
Magne Sæbø (* 23. Januar 1929 in Kvinnherad) ist ein norwegischer lutherischer Alttestamentler.

## Biographie
1956 legte er sein Theologisches Examen ab. 1963 fand er eine Anstellung an der Menighetsfakultet (Gemeindefakultät) in Oslo und promovierte 1969 über Sacharja 9–14. Von 1968 bis 1979 leitete er das Übersetzungsgremium für das Alte Testament bei der Norwegischen Bibelgesellschaft, in deren Vorstand er ebenfalls tätig war. Er war Vorstandsvorsitzender der Norwegischen Israelmission. 1970 wurde er Professor für Altes Testament an der  Menighetsfakultet. 1999 wurde er emeritiert.
Sæbø ist Mitherausgeber der Biblia Hebraica Quinta.
Sæbø ist Ritter des Sankt-Olav-Ordens und Träger der Fridtjov Nansen Medaille für herausragende Forschungen. Er ist Mitglied in der Norwegischen Akademie der Wissenschaften, der Wissenschaftlichen Gesellschaft für Theologie, der International Organization for the Study of the Old Testament und der Nathan Söderblom-Gesellschaft.

## Schriften (Auswahl)
- Sacharja 9–14. Untersuchungen von Text und Form. Neukirchen-Vluyn: Neukirchener Verlag 1969 (= Wissenschaftliche Monographien zum Alten und Neuen Testament. Band 34).